# فريدا جيمس
فريدا جيمس (بالإنجليزية: Freda James)‏ مواليد 11 يناير 1911 في نوتنغهام - الوفاة 27 ديسمبر 1988، كانت لاعبة كرة مضرب إنجليزية. كما أنها إحدى بطلات الجراند سلام.

## بطولات حققتها
- بطولة ويمبلدون

## النهائيات

### الزوجي
اللقب (3)
| السنة | البطولة                     | الشريك     | المنافس في النهائي                    | النتيجة في النهائي |
| 1933  | بطولة أمريكا المفتوحة للتنس | بيتي ناتال | هيلين ويلز إليزابيث ريان              | Forfeit            |
| 1935  | بطولة ويمبلدون              | كاي ستامرز | سيموني ماثيو هيلدا كراهوينكيل سبيرلنغ | 6–1, 6–4           |
| 1936  | بطولة ويمبلدون              | كاي ستامرز | سارة بالفري كوك هيلين جاكوبز          | 6–2, 6–1           |

الوصافة (2)
| السنة | البطولة                     | الشريك                     | المنافس في النهائي | النتيجة في النهائي |
| 1933  | بطولة ويمبلدون              | سيموني ماثيو إليزابيث ريان | بيلي يورك          | 6–2, 9–11, 6–4     |
| 1939  | بطولة أمريكا المفتوحة للتنس | سارة بالفري كوك أليس ماربل | كاي ستامرز         | 7–5, 8–6           |